# Landeira (La Coruña)
Landeira (llamada oficialmente Santo Estevo de Landeira) es una parroquia y un lugar español del municipio de Negreira, en la provincia de La Coruña, Galicia.

## Entidades de población
Entidades de población que forman parte de la parroquia:
- Landeira
- Marcelle

## Demografía

### Parroquia
| Gráfica de evolución demográfica de Landeira (parroquia) entre 2000 y 2018 |
|                                                                            |
| Datos según el nomenclátor publicado por el INE.                           |

### Lugar
| Gráfica de evolución demográfica de Landeira (lugar) entre 2000 y 2018 |
|                                                                        |
| Datos según el nomenclátor publicado por el INE.                       |